# Welsh rugbyteam (mannen)
Het Welsh rugbyteam is een team van rugbyers dat Wales vertegenwoordigt in internationale wedstrijden.
Wales is een van de beste rugbylanden van de wereld en heeft tot nu toe aan elk wereldkampioenschap rugby meegedaan. De derde plaats in 1987 is hun beste prestatie. Wales was in 1999 de organisator van het wereldkampioenschap. Wales speelt tevens elk jaar in het Zeslandentoernooi, dat ze al 39 keer hebben gewonnen, 11 keer met een grand slam.

## Geschiedenis

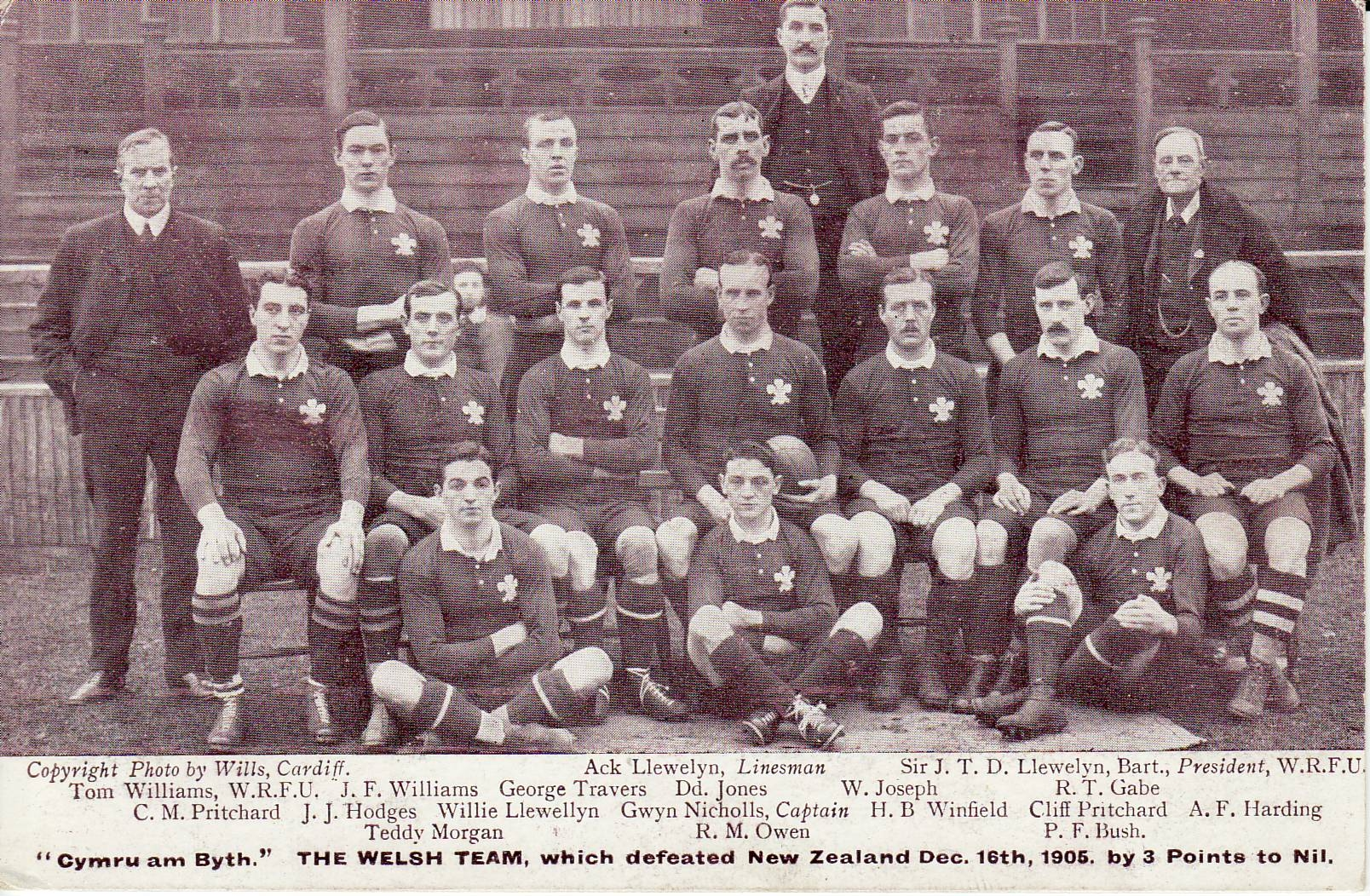
Het Welsh rugbyteam in 1905

De eerste interland van Wales vond plaats op 19 februari 1881, in en tegen Engeland. Wales verloor met 30-0. Omdat Engeland met zulke grote cijfers had gewonnen, weigerden ze een jaar later om nog een keer tegen Wales te spelen. Ierland wilde echter wel tegen Wales spelen en zo werd hun tweede interland één tegen Ierland. Op Lansdowne Road wist Wales Ierland met 8-0 te verslaan.
Het rugby ontwikkelde in de jaren hierna snel en in 1900 brak de gouden jaren van het Welshe rugby aan. In deze periode waren ze thuis lange tijd ongeslagen. Wales was ook het eerste land dat Nieuw-Zeeland wist te verslaan. Bovendien won Wales als eerste land, in 1911, de grand slam in het toenmalige Vierlandentoernooi.

## Supporters
Wales staat bekend om zijn grote en trouwe schare supporters. Bij alle uitwedstrijden komen er duizenden supporters uit Wales mee om het team te ondersteunen. De thuiswedstrijden in het Millennium Stadium zijn zo goed als altijd uitverkocht. Zo bezochten in 2005 40.000 mensen uit Wales de wedstrijd in en tegen Schotland om het Zeslandentoernooi. Toen een week later Wales het Zeslandentoernooi kon winnen, zaten er 400.000 supporters op Henson Hill in Cardiff te kijken naar een groot scherm waar de wedstrijd op vertoond werd.

## Wereldkampioenschappen
Wales heeft aan elk wereldkampioenschap deelgenomen.
- WK 1987: derde
- WK 1991: eerste ronde (één overwinning)
- WK 1995: eerste ronde (één overwinning)
- WK 1999: kwartfinale
- WK 2003: kwartfinale
- WK 2007: eerste ronde (twee overwinningen)
- WK 2011: vierde
- WK 2015: kwartfinale
- WK 2019: vierde